# Midwest League
La Midwest League est une ligue mineure de baseball composée d'équipes situées dans la région du Midwest des États-Unis. Elle est classée au niveau A, soit trois niveaux en dessous de la Ligue majeure de baseball. Chaque équipe était affiliée avec une franchise de Ligue majeure, permettant le développement de joueurs avant leur arrivée au plus haut niveau.

## Histoire
La Midwest League est fondée en 1947 sous le nom de Mississippi-Ohio Valley League. Elle est rebaptisée Midwest League en 1954.
Les seize équipes sont réparties dans deux divisions géographiques (Est/Ouest), dont les champions des deux demi-saisons s'affrontent en finale de division au meilleur des trois matches. Les deux champions de divisions s'affrontent ensuite au meilleur des cinq matches pour la quête du titre de la Ligue.
En 2007, la Midwest League a drainé 3 530 410 spectateurs au stade, soit plus de 3500 spectateurs par match.

## Équipes de la saison 2022
| Division | Franchise                     | Ville         | État      | Stade (capacité)                                       | Affilié à (depuis)              |
| -------- | ----------------------------- | ------------- | --------- | ------------------------------------------------------ | ------------------------------- |
| North    | Dragons de Dayton             | Dayton        | Ohio      | Day Air Ballpark (7 230)                               | Reds de Cincinnati (1999)       |
| North    | TinCaps de Fort Wayne         | Fort Wayne    | Indiana   | Parkview Field (8 100)                                 | Padres de San Diego (1999)      |
| North    | Loons des Great Lakes         | Midland       | Michigan  | Dow Diamond (5 200)                                    | Dodgers de Los Angeles (2007)   |
| North    | Captains de Lake County       | Eastlake      | Ohio      | Classic Park (7 273)                                   | Indians de Cleveland (1991)     |
| North    | Lugnuts de Lansing            | Lansing       | Michigan  | Jackson Field (11 000)                                 | Athletics d'Oakland (2021)      |
| North    | Whitecaps de West Michigan    | Comstock Park | Michigan  | LMCU Ballpark (9 281)                                  | Tigers de Détroit (1997)        |
| South    | Sky Carp de Beloit            | Beloit        | Wisconsin | ABC Supply Stadium (3 850)                             | Marlins de Miami (2021)         |
| South    | Kernels de Cedar Rapids       | Cedar Rapids  | Iowa      | Veterans Memorial Stadium (5 300)                      | Twins du Minnesota (2013)       |
| South    | Chiefs de Peoria              | Peoria        | Illinois  | Dozer Park (7 377)                                     | Cardinals de Saint-Louis (2013) |
| South    | River Bandits des Quad Cities | Davenport     | Iowa      | Modern Woodmen Park (7 140)                            | Royals de Kansas City (2021)    |
| South    | Cubs de South Bend            | South Bend    | Indiana   | Four Winds Field at Coveleski Stadium (5 000)          | Cubs de Chicago (2015)          |
| South    | Timber Rattlers du Wisconsin  | Appleton      | Wisconsin | Neuroscience Group Field at Fox Cities Stadium (5 900) | Brewers de Milwaukee (2009)     |

## Palmarès
- 1947 Belleville (Illinois)
- 1948 West Frankfort (Illinois)
- 1949 Paducah
- 1950 pas de compétition[1]
- 1951 Danville
- 1952 Decatur
- 1953 Decatur
- 1954 Danville
- 1955 Dubuque
- 1956 Paris (Illinois)
- 1957 Decatur
- 1958 Waterloo
- 1959 Waterloo
- 1960 Waterloo
- 1961 Quincy
- 1962 Dubuque
- 1963 Clinton
- 1964 Fox Cities
- 1965 Burlington
- 1966 Fox Cities
- 1967 Appleton
- 1968 Quad City
- 1969 Appleton
- 1970 Quincy
- 1971 Quad City
- 1972 Danville
- 1973 Wisconsin Rapids
- 1974 Danville
- 1975 Waterloo
- 1976 Waterloo
- 1977 Burlington
- 1978 Appleton
- 1979 Quad City
- 1980 Waterloo
- 1981 Wausau
- 1982 Appleton
- 1983 Appleton
- 1984 Appleton
- 1985 Kenosha
- 1986 Waterloo
- 1996 West Michigan
- 1997 Lansing
- 1998 West Michigan
- 1999 Burlington
- 2000 West Michigan
- 2001 Kane County
- 2002 Peoria
- 2003 Lansing
- 2004 West Michigan
- 2005 South Bend
- 2006 West Michigan
- 2007 West Michigan
- 2008 Burlington
- 2009 Fort Wayne
- 2010 Lake County
- 2011 Quad Cities
- 2012 Wisconsin
- 2013 Quad Cities
- 2014 Kane County
- 2015 West Michigan
- 2016 Great Lakes
- 2017 River Bandits des Quad Cities
- 2018 Hot Rods de Bowling Green
- 2019 Cubs de South Bend
- 2020 Saison annulée en raison de la pandémie de Covid-19
- 2021 River Bandits des Quad Cities
- 2022 Cubs de South Bend
- 2023 Kernels de Cedar Rapids